# 北条三郎 (幻庵長男)

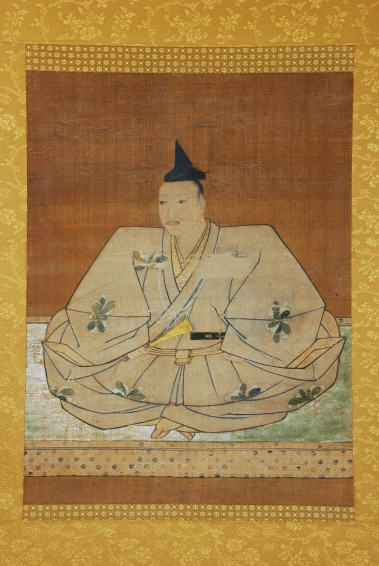
伝北条時長像

北条 三郎（ほうじょう さぶろう、? - 永禄3年7月20日（1560年8月11日））は、戦国時代の武将。北条幻庵（長綱）の長男。諱については時長とする説がある。
『小田原衆所領役帳』に1620貫文余の所領が記されており、全体で第4位。特に小机衆の筆頭として小机本郷（現在の横浜市港北区）に176貫文余と配下として小机衆26名が同心・被官として与えられていること、加えて小机領を支配してきた幻庵と同じ仮名の「三郎」を称してその所領の一部を継承していることから、幻庵の後継者として小机城主の地位にあった人物と推測されている。
永禄元年（1558年）4月に古河公方足利義氏が小田原城下にあった北条氏康の私邸を訪問した際に、氏康の弟の北条氏尭・本家筋の伊勢八郎（伊勢貞就かその子）に次ぐ三献目の給仕を務めており、後北条氏でも高い地位にあった（幻庵の長男であれば、氏康の従弟ということになる）。
しかし、永禄3年（1560年）に死去した。法名は宝泉寺殿大年宗用大禅定門。実子はなく、弟の氏信が家督を継いだが、まだ若年であったために北条氏尭が小机城主となった。
小田原市風祭の宝泉寺は三郎の菩提寺と伝えられている。